# Wet maatregelen bestrijding voetbalvandalisme en ernstige overlast
De Wet maatregelen bestrijding voetbalvandalisme en ernstige overlast (Wet MBVEO, ook wel Voetbalwet) is een Nederlandse wet, die op 1 september 2010 is ingegaan. Hoewel politici herhaaldelijk hebben aangedrongen op hardere straffen, duurde het jaren om deze wet in te voeren.
De Wet van 30 juni 2015 tot wijziging van de Gemeentewet en het Wetboek van Strafrecht ter aanscherping van de maatregelen ter bestrijding van voetbalvandalisme en ernstige overlast heeft de maatregelen nog aangescherpt.

## Opzet
De KNVB, en met name Henk Kesler, pleit jaren voor een speciale voetbalwet, zoals in het Verenigd Koninkrijk, waarbij supporters die zich schuldig maken aan geweld harder gestraft worden en onder meer een meldingsplicht krijgen. Bij een meldingsplicht dient de gestrafte supporter zich te melden op het politiebureau wanneer "zijn" of "haar" club een wedstrijd speelt.
Met deze wet hebben zowel de burgemeester als de officier van justitie extra bevoegdheden om in te grijpen bij voetbalvandalisme en ernstige overlast. Zo kunnen zij met deze wet een langdurig gebiedsverbod en/of een meldplicht opleggen. Een bevel duurt drie maanden en kan drie keer verlengd worden tot maximaal een jaar. Daarnaast hebben burgemeesters met deze wet de mogelijkheid om kinderen te verbieden om na 20.00 uur 's avonds buiten te komen, tenzij ze worden begeleid door een ouder of voogd.
Ook kan de burgemeester ouders de opdracht geven om hun kind uit een bepaald gebied te houden. Ook de officier van justitie krijgt extra bevoegdheden. De officier kan personen een gebiedsverbod en een meldplicht opleggen om te voorkomen dat iemand zich in een bepaald deel van de gemeente bevindt. Daarnaast kan hij een contactverbod opleggen, wat bijvoorbeeld voorkomt dat een slachtoffer ongewild met een geweldpleger wordt geconfronteerd. Hij kan dit enkel doen als een persoon verdacht wordt van een strafbaar feit. Ten slotte zijn ook personen die helpen bij de voorbereiding van het plegen van geweld tegen goederen of personen, strafbaar. De uitvoering van deze wet is de verantwoordelijkheid van gemeenten, Openbaar Ministerie en politie.
Ook supportersgroepen die bijvoorbeeld afspreken op een bepaalde plek te gaan vechten kunnen dan strafbaar worden gesteld: zonder tussenkomst van de rechter kan de officier van justitie een gebiedsverbod opleggen.
De gemeente Almelo gebruikt de voetbalwet tegen overlastgevende groepen zoals zwervers en hangjongeren.

## Verschil met eerder bestaande bevoegdheden
De Gemeentewet kende al artikel 172, de lichte bevelsbevoegdheid. Daarnaast konden er al op basis van de Algemene Plaatselijke Verordening (APV) gebiedsverboden worden opgelegd. Het nieuwe artikel 172a bepaalt dat de burgemeester aan een persoon die herhaaldelijk individueel of groepsgewijs de openbare orde heeft verstoord of bij groepsgewijze verstoring van de openbare orde een leidende rol heeft gehad, bij ernstige vrees voor verdere verstoring van de openbare orde bepaalde bevelen kan geven (dus preventief).
Gebiedsverboden kunnen nu ook langduriger opgelegd worden.

## Juridische details
Het betreft wijzigingswetten van de Gemeentewet, het Wetboek van Strafvordering en het Wetboek van Strafrecht.